# Aristides z Athén
Aristides z Athén (též Svatý Aristides) je jedním z prvních křesťanských apologetů.
Společně s ostatními apologety (Tertuliánem, Quadratem, Justinem Martyrem, Athénagorou a dalšími) se snažil učinit křesťanství srozumitelné pro filosoficky orientovanou helénskou kulturu. Jeho Apologie byla zprvu známa pouze ze zmínky Eusebia v jeho Církevních dějinách. Dílo jest obranou filosofujícího křesťana, jejíž vznik se datuje někdy mezi léty 138 a 147 n. l. Antoninu Piovi. Hodnotí všechny čtyři uznávaná náboženství za prázdné nauky, především kaldejské i jiná barbarská náboženství, dále též řecké, egyptské a nakonec i židovské. Jediná cesta hodná následování je cesta ve stopách křesťanství. Aristides nezapomene císaře varovat před pronásledováním. V roce 1887 byly zveřejněny zlomky arménského překladu. O několik let později se našel překlad syrský. Text Apologie je věnován císaři Antoninovi, tolik syrský překlad, ale svoji primitivní povahou je řazen k počátkům křesťanské apologetiky. Tato kniha (syrský překlad) byla včleněna do textu připisovanému Janu Damašskému, jímž byla kniha Život Barlaama a Joasafa (příběh o obrácení indického kralevice). Mnich Berlaam hájí křesťanství před Joasafem a jeho dvorem Aristidovými slovy.
Jeho památka se slaví 31. srpna.